# Ван Гирсберген, Аннеке
Аннеке ван Гирсберген (нидерл. Anneke van Giersbergen; род. 8 марта 1973 года) — вокалистка нидерландской музыкальной группы Vuur, в 1994—2007 годах вокалистка The Gathering.
В 2007, покинув The Gathering, создала свой музыкальный коллектив Agua de Annique, затем была главной вокалисткой группы The Gentle Storm, которая позже преобразовалась в Vuur. Работала также с Bad Breath, The Mess, The Farmer Boys, Ayreon, Lawn, Drive by Wire, Wetton/Downes, Globus, Merry Pierce, Joris Dirks, Moonspell, Napalm Death, Pale Forest, Novembers Doom, Hayko Cepkin, Amorphis.

## Биография
Аннеке ван Гирсберген родилась в нидерландском городе Синт-Михилсгестел.
Уже в возрасте 7 лет Аннеке участвовала в своем первом музыкальном конкурсе. В возрасте 12 лет Аннеке стала принимать участие в репетициях школьного хора.
Впоследствии она стала брать уроки пения и вступила в первый музыкальный коллектив в своей карьере.
Аннеке побывала ещё в нескольких группах, перед тем как стать частью дуэта Bad Breath, который играл смесь таких жанров как блюз, джаз, фолк и фанк. К The Gathering Аннеке присоединилась в 1994 году и более известна благодаря этой работе.
20 февраля 2005 года в семье Аннеке и Роба Снейдерса (Rob Snijders) родился сын Финн (Finn).
В июне 2007 года стало известно, что Аннеке собирается покинуть The Gathering в августе 2007 года, чтобы сосредоточиться над новым сольным проектом — Agua de Annique. В октябре 2007 года выпущен первый альбом Agua de Annique — Air.
Аннеке также участвует в работе других коллективов — например, она участвует в записи альбома Rubicon от John Wetton и Geoffrey Downes. Аннеке так же принимала участие в работе над альбомом Smear Campaign грайндкор/дэт-метал-группы Napalm Death, в композициях «Weltschmerz» и «In Deference». С песней «Scorpion Flower» Аннеке участвует в записи альбома Night Eternal португальской готик/блэк-метал-группы Moonspell.
В 2012 и 2013 годах выпустила два альбома под собственным именем: Everything Is Changing и Drive.
В 2014 году было объявлено о создании Аннеке группы The Gentle Storm совместно с лидером проекта Ayreon Арьеном Лукассеном, альбом The Diary вышел в начале 2015 года. А в конце 2016 года, после почти двухлетнего тура с The Gentle Storm, было объявлено о создании новой группы под названием Vuur, в которую вошли почти все участники концертного состава The Gentle Storm.

### Дополнительные факты
- Хобби: Написание музыки, роликовые коньки, фильмы
- Тип голоса — сопрано.
- Рост Аннеке составляет 162 сантиметра[6].

## Дискография

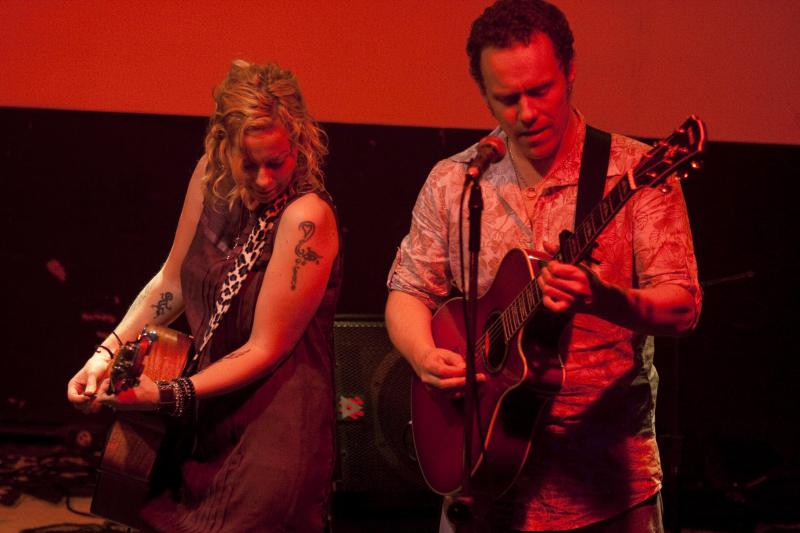
Аннеке и Дэниел Кавана, 2010

### В составеThe Gathering
- 1995 — Mandylion
- 1997 — Nighttime Birds
- 1998 — How to Measure a Planet?
- 2000 — if then else
- 2003 — Souvenirs
- 2006 — Home

Синглы:
- 1996 — Adrenaline / Leaves
- 2001 — Amity
- 2002 — Black Light District

DVD:
- 2002 — In Motion
- 2005 — A Sound Relief
- 2007 — A Noise Severe

Live:
- 2000 — Superheat
- 2004 — Sleepy Buildings - A Semi Acoustic Evening
- 2007 — A Noise Severe

Компиляции:
- 2005 — Accessories - Rarities and B-Sides

### В составе Anneke Van Giersbergen (ранееAgua De Annique)
- 2007 — Air
- 2009 — Pure Air
- 2009 — In Your Room
- 2012 — Everything Is Changing
- 2013 — Drive
- 2018 — Symphonized - with Residentie Orkest The Hague
- 2021 — The Darkest Skies Are the Brightest

### Как приглашённая вокалистка
- 1996 — Farmer Boys — Countrified (track #9 Never Let Me Down Again кавер на Depeche Mode)
- 1998 — Ayreon — Into the Electric Castle
- 2004 — Lawn — Backspace (Fix)
- 2006 — Wetton/Downes — ICON II (Rubicon tracks #4 and #5)
- 2006 — Globus — Epicon (Track #2 Mighty Rivers Run, Track #7 Diem Ex Dei)
- 2006 — Napalm Death — Smear Campaign (Tracks 1 & 7, «Weltschmerz», «In Deference»)
- 2008 — Ayreon — 01011001
- 2008 — Moonspell — Night Eternal (Track #4 Scorpion Flower)
- 2008 — Within Temptation — Black Symphony (Track #10 Somewhere (Live Only))[7]
- 2009 — Giant Squid — The Ichthyologist (Track #6 Sevengill)
- 2009 — The Devin Townsend Project — Addicted
- 2009 — Anneke Van Giersbergen & Danny Cavanagh -In Parallel
- 2009 - The Human Experimente - Track - 21st Century Schizoid Man
- 2010 — Shane Shu — Push Me to the Ground Single («Push Me To The Ground» (Acoustic Only))
- 2010 — Maiden uniteD — Mind the Acoustic Pieces (Track #9 «To Tame a Land» (duet with Damian Wilson) и «Sun and Steel» (B-side on the single «The Trooper»))
- 2011 — Novembers Doom — Aphotic (Track #4 «What Could Have Been»)[8]
- 2011 — Anathema — Falling Deeper (Track #5 «Everwake»)
- 2011 — Globus — Break From This Wold (Track #1 «The Promise»)
- 2011 — Lorrainville — You May Never Know What Happiness Is
- 2012 — The Devin Townsend Project — Epicloud
- 2015 — The Gentle Storm — The Diary
- 2016 — Árstíðir — Verloren Verleden
- 2016 — Ayreon — The Theater Equation
- 2017 — Amorphis — An Evening With Friends At Huvila (Live) (Track #9 «Her Alone»)
- 2017 -  For All We Know - Take Me Home (Track #6 "We are the Light")
- 2018 — Amorphis — Amongst Stars
- 2018 — Ayreon — Ayreon Universe: The Best of Ayreon
- 2020 — Ayreon — Electric Castle Live and Other Tales